# Джемма Портеллі
Джемма Портеллі (англ. Gemma Portelli, мальт. Ġemma Portelli; 30 вересня 1932, Валлетта, — 22 лютого 2008, там же) — мальтійська театральна актриса.
Джемма Портеллі розпочала свою кар'єру в 1957 році. Крім роботи в театрі вона була відома своїми виступами на радіо і телебаченні. У фільмах знімалася вкрай рідко.
У 2000 році Джемма Портеллі удостоєна Медалі за заслуги перед Республікою Мальта.

## Обрана фільмографія
- Radju Muskettieri (1957)
- F'Baħar Wieħed (1976)
- Fuq Tlieta Toqgħod il-Borma (1980)